# 어클레임 엔터테인먼트
어클레임 엔터테인먼트(영어: Acclaim Entertainment)는 미국의 비디오 게임 제작 및 배급사였다. 1987년에 설립되었으나, 2004년 9월 파산 신청을 했다.

## 게임 목록

### 1987-1990년
- 더블 드래곤 II: 더 리벤지

### 1991년
- 열혈경파 쿠니오군 번외난투편

### 1992년
- 더블 드래곤 III: 더 로제타 스톤

### 1993년
- 모탈 컴뱃 (1992년 비디오 게임)
- 로보캅 3

### 1994년
- NBA 잼
- 모탈 컴뱃 II

### 1995년
- 테마파크 (비디오 게임)
- 미스트 (비디오 게임)
- 레볼루션 X

### 1996년
- 퍼즐 보블 2
- 엑스맨: 칠드런 오브 디 아톰
- 버블보블 (비디오 게임)
- 다리우스 외전

### 1997년
- 퍼즐 보블 3

### 1998년
- 퍼즐 보블 3DX

### 1999년
- 퍼즐 보블 4
- 리볼트
- South Park: Chef's Luv Shack
- 팩맨
- 미스 팩맨

### 2000년
- 사우스 파크 랠리

### 2001년
- 크레이지 택시 (비디오 게임)
- 내셔널 라크로스 리그
- 에이틴 휠러

### 2002년
- 꿀벌 마야
- 버추어캅 엘리트 에디션